# كوني فرازر
كوني فرازر (بالإنجليزية: Connie Frazer)‏ (18 سبتمبر 1925، كوفنتري في المملكة المتحدة - 6 مايو 2002، أديلايد في أستراليا)؛ كاتِبة وشاعرة بريطانية-أسترالية.